# 菱田駅
菱田駅（ひしだえき）は、鹿児島県曽於郡有明町野井倉（現・志布志市有明町）にかつて設置されていた、日本国有鉄道（国鉄）大隅線の駅（廃駅）である。大隅線の廃止に伴い、1987年（昭和62年）3月14日に廃駅となった。
志布志方面から菱田川を渡ってすぐのところに存在した。

## 歴史
- 1935年（昭和10年）10月28日：古江東線の駅として開業[1]。
- 1938年（昭和13年）10月10日：路線名改称により古江線の駅となる。
- 1960年（昭和35年）11月1日：貨物取扱廃止[1]。
- 1962年（昭和37年）4月1日：業務委託駅となる（日本交通観光社に委託）[2]。
- 1972年（昭和47年）9月9日：路線名改称により大隅線の駅となる。
- 1974年（昭和49年）10月1日：交換設備撤去。
- 1984年（昭和59年）2月1日：荷物扱い廃止[1]。
- 1985年（昭和60年）3月14日：業務委託解除、駅無人化[3]。
- 1987年（昭和62年）3月14日：大隅線の全線廃止に伴い、廃駅となる[1]。

## 駅構造
- もともとは相対式ホーム2面2線を有し列車交換が可能だったが、廃止時は単式ホーム1面1線の交換不能駅と化しており、無人駅となっていた。
- 使われなくなったホームが残っていた。
- 木造駅舎があった。

## 駅周辺
- くにの松原
- 鹿児島県立有明高等学校
- 大崎町立菱田中学校
- 大崎町立菱田小学校
- 菱田川

## 隣の駅
日本国有鉄道
大隅線
志布志駅 - 菱田駅 - 大隅大崎駅